# Politischer Aschermittwoch
Der Politische Aschermittwoch bezeichnet die traditionell am Aschermittwoch stattfindenden lokalen oder regionalen Versammlungen der meist größeren deutschen Parteien, auf denen es oft zu einem derben rhetorischen Schlagabtausch kommt. In Österreich wird eine Veranstaltung seit 1992 von der FPÖ in Ried im Innkreis abgehalten. In der Schweiz wird ein derartiges politisches Treffen nicht durchgeführt.

## Charakter
Seinem Ursprung nach ist der politische Aschermittwoch eine bayerische Institution, es gibt ihn aber auch in anderen deutschen Ländern und Österreich. Im engeren Sinne ist darunter jeweils das bayerische Landestreffen von CSU, SPD, FW, FDP, Bündnis 90/Die Grünen, ÖDP, Die Linke, Bayernpartei, AfD und weiteren Parteien zu verstehen. Nach vorherrschender Meinung besteht das Ziel der in Bierzelt-Atmosphäre gehaltenen politischen Reden, die sich durch farbige Wortwahl und heftige, polemische Attacken gegen den politischen Gegner kennzeichnen, weniger darin, neuartige politische Konzepte zu präsentieren oder detaillierte Sachkritik vorzubringen.
Für die CSU als langjährige Regierungspartei im Freistaat besitzt der Politische Aschermittwoch nach wie vor „Leitfunktion“ (Monika Hohlmeier, 2021), da auf der massenmedial vermittelten Passauer Bühne politisches Agendasetting durch den Parteivorsitzenden/Ministerpräsidenten betriebe werde und neben der verständlichen Vermittlung (inter)nationaler Politik auch eine Positionierung gegenüber der Bundesregierung und der (potentiellen) Wählerschaft erfolgt.
Grundsätzlich sollen derartige Veranstaltungen dem Schließen der eigenen Reihen, der Motivation der Parteianhänger und zur Verunsicherung des politischen Gegners dienen. Für die Veranstaltungen der langjährigen „Hegemonialpartei“ CSU (Alf Mintzel) kann differenzierter festgehalten werden: die Rede beim Politischen Aschermittwoch der CSU ist geprägt durch
1. assertive Situationsanalyse (zur Legitimierung eigener policy bzw. der Delegitimierung der Bundesregierung, wenn CSU nicht beteiligt ist)
2. ein oratorisches Bemühen um Solidarität mit Orator/Partei und einer Integration in eine CSU-basierte Eigengruppe
3. Dank
4. Demonstration für das Ausland (Senden von Verlässlichkeit, Regierungswille/-fähigkeit sowie Direktiva; für Edmund Stoiber (2021) wurde die CSU durch den Politischen Aschermittwoch „weltpolitikfähig“[2])
5. symbolpolitische Rhetorik zur oratorischen Überhöhung eigener (bundes-)politischer Handlungsfähigkeit
6. oratorisches Entscheidungshandeln (s. Sprechakttheorie) durch konstative Aussagen sowie Versuche oratorischen Entscheidungshandeln durch Direktiva.[3]

Sämtliche Funktionen des Politischen Aschermittwochs der CSU werden durch die Hauptredner in einer bewusst auf verschiedene Ansätze des Framings zurückgreifenden Sprache über Jahrzehnte hinweg konstant erfüllt. Die Sprache orientiert sich dabei am Verständnishorizont der „Leberkäsetage“ (Anm. gemäß Sinus-Milieus: „Traditionelles Milieu“, „Nostalgisch-Bürgerliches Milieu“ und „Adaptiv-Pragmatisches Milieu“; 2021 entspricht dieser „traditionelle und moderne Mainstream“ rund 33 % der dtsch. Bevölkerung).

## Politischer Aschermittwoch in Bayern

### Ursprünge

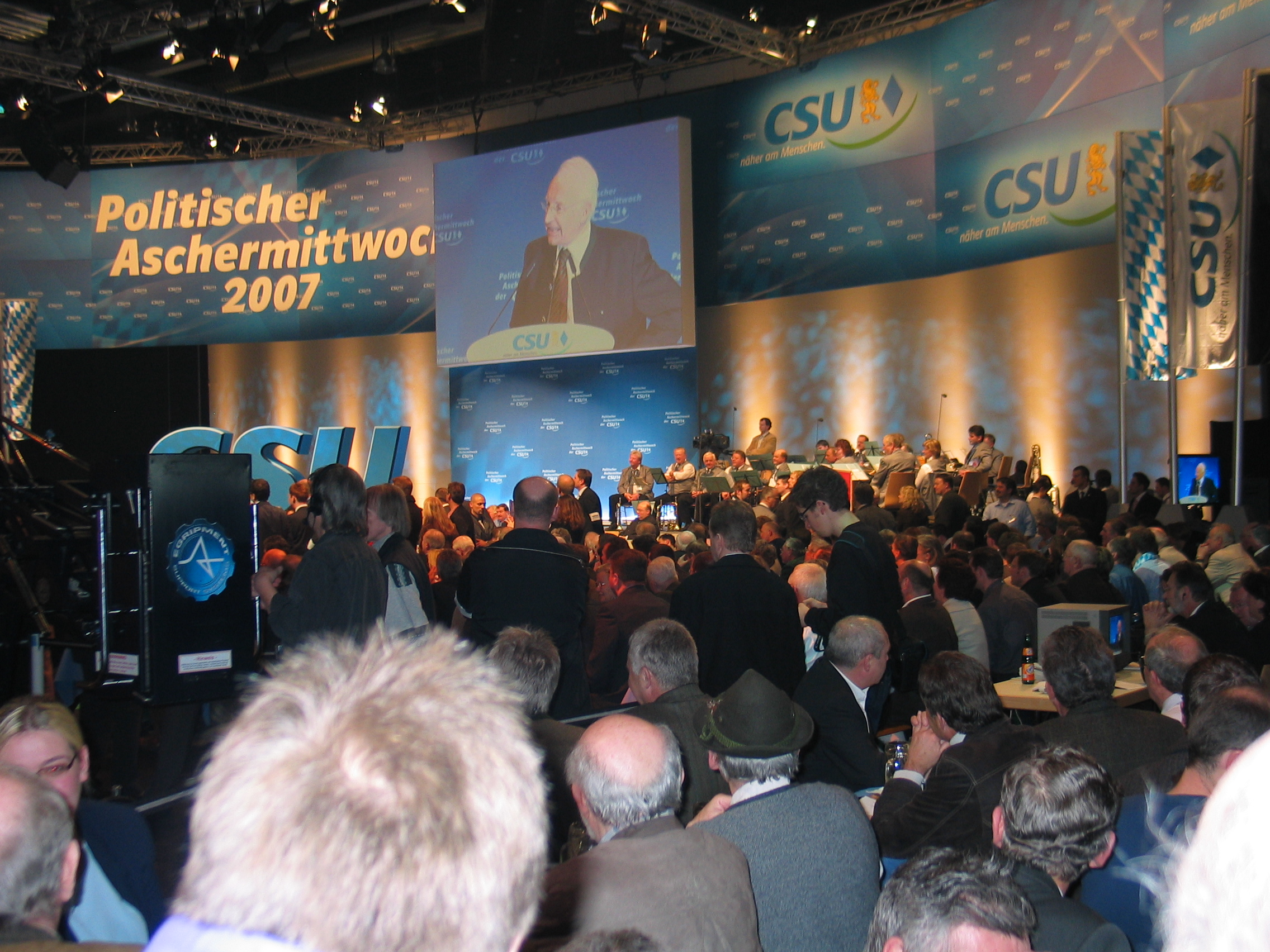
Der politische Aschermittwoch der CSU 2007 in der Dreiländerhalle in Passau

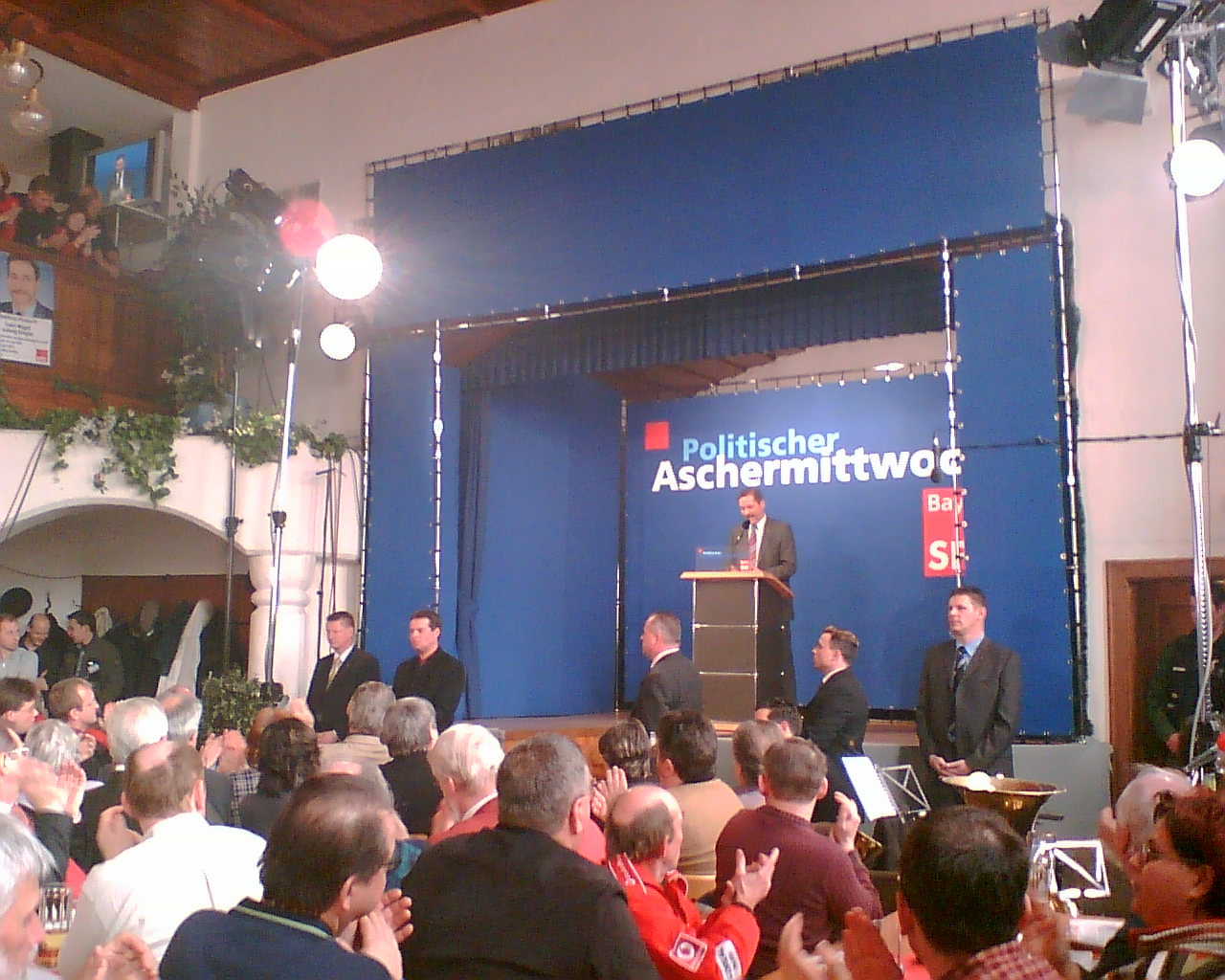
Der politische Aschermittwoch der SPD 2006 im Wolferstetterkeller in Vilshofen an der Donau

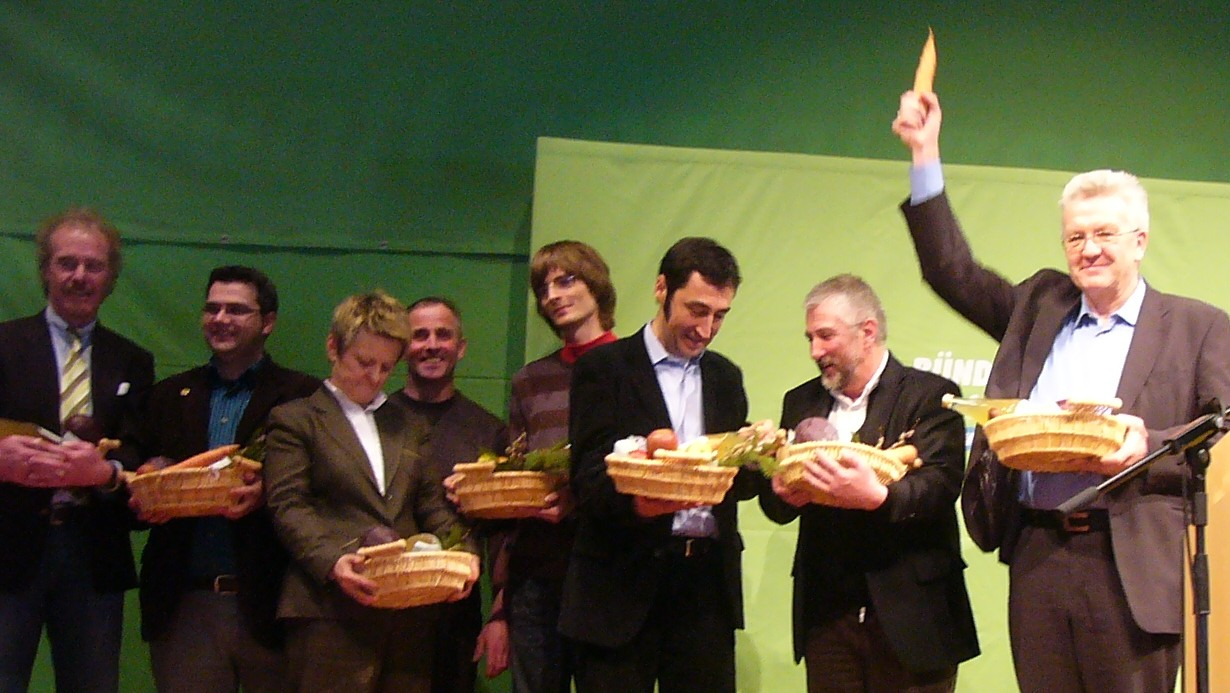
Politischer Aschermittwoch der Grünen 2009 in der Stadthalle in Biberach an der Riß.

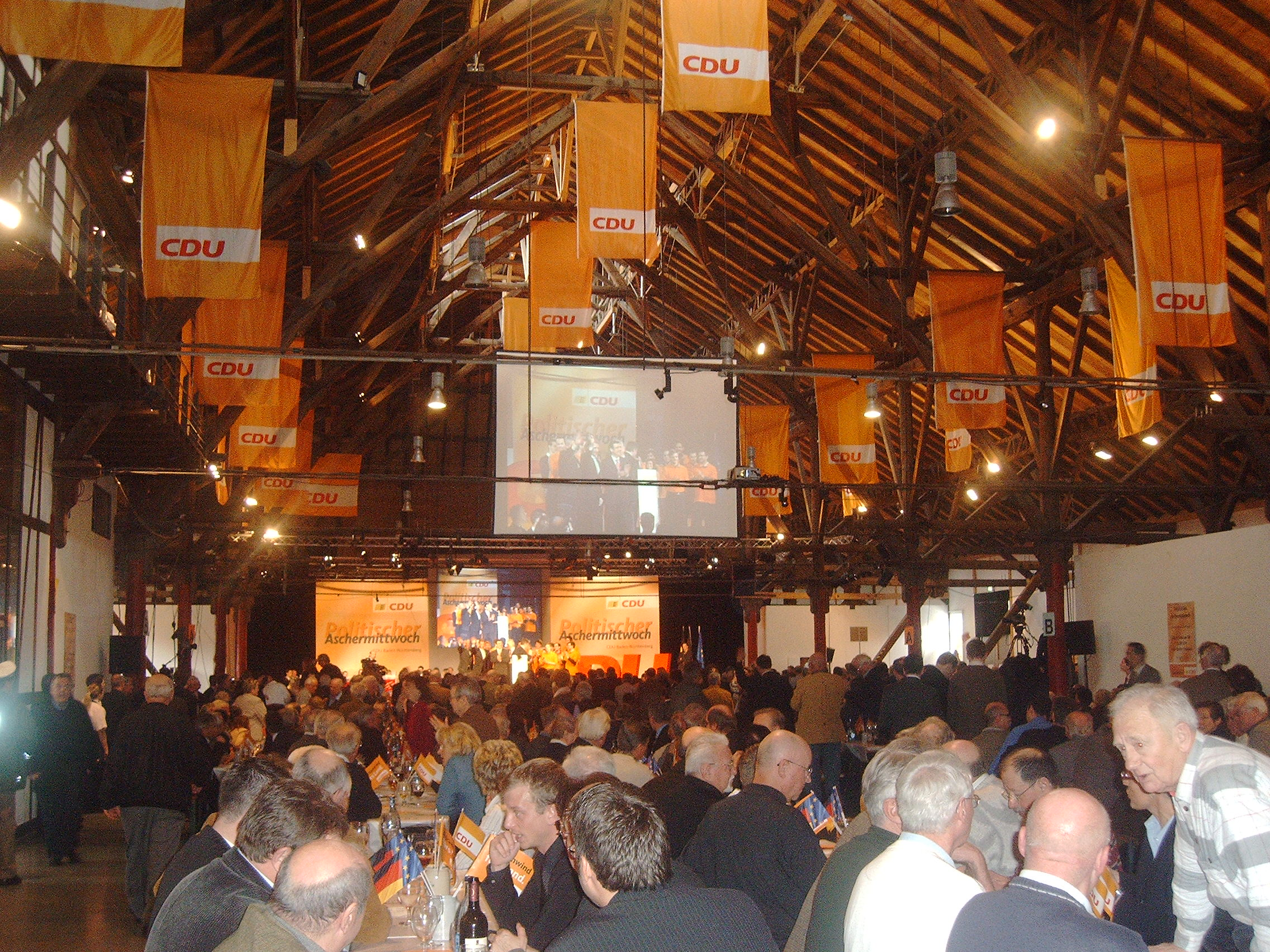
Politischer Aschermittwoch der CDU Baden-Württemberg 2008 in der Alten Kelter in Fellbach

Die Wurzeln des politischen Aschermittwochs liegen im 16. Jahrhundert. 1580 trafen sich bayerische Bauern erstmals in Vilshofen an der Donau zum Vieh- und Rossmarkt und feilschten dabei nicht nur über die Preise, sondern diskutierten heftig die Themen des Tages, darunter seit dem 19. Jahrhundert auch die königlich-bayerische Politik.
Das Jahr 1919, als der Bayerische Bauernbund erstmals zu einer Kundgebung aufrief, gilt als eigentliches Geburtsjahr. Von 1919 bis zu Beginn der NS-Diktatur war der politische Aschermittwoch vor allem das Forum verschiedener Bauernparteien. Eine Großveranstaltung gab es erst wieder 1927 durch den Bayerischen Christlichen Bauernverein. 1932 traten zum ersten Mal mehrere Parteien in verschiedenen Veranstaltungen auf. Die NSDAP erhielt dabei den stärksten Zulauf, ebenso wie 1933. Dann war der politische Aschermittwoch ausschließlich das Forum der NSDAP, nur 1937 fand eine Massenkundgebung statt.

### Entwicklung seit 1946
1946 hielt der Bayerische Bauernverband am Aschermittwoch eine Veranstaltung ab, die aufgrund einer fehlender Genehmigung der US-Militärregierung für politische Veranstaltungen als „unpolitisches Treffen“ bezeichnet wurde, bei dem aber trotzdem Politisches thematisiert wurde. Ab 1948 knüpfte die Bayernpartei an die Großveranstaltungen der Vorkriegszeit an und führte an diesem Tag die Gründung des Ortsvereins Vilshofen durch. Die Christlich-Soziale Union in Bayern und die BayernSPD veranstalteten jeweils eine Bauernversammlung.
Als die CSU schließlich 1953 unter der Führung von Franz Josef Strauß ihren ersten politischen Aschermittwoch durchführte, wurde er endgültig zu einer bundesweit bekannten Einrichtung. Die alljährlichen Aschermittwochskundgebungen waren zunächst durch die Auseinandersetzung zwischen Bayernpartei und CSU bestimmt. Die Wahlverluste der Bayernpartei und der Erfolg der CSU zeigten Wirkung. Während die Kundgebungen der Bayernpartei immer überschaubarer wurden, gewannen die CSU-Veranstaltungen an Zulauf. Schließlich war 1975 der Wolferstetterkeller in Vilshofen nicht mehr geeignet, die Zuhörermassen zu fassen, und die CSU musste in diesem Jahr nach Passau in die Nibelungenhalle ausweichen. Seit 2004 findet das traditionelle Aschermittwochstreffen der CSU in der Dreiländerhalle in Passau mit jährlich rund 6000 Teilnehmern statt. Die Nibelungenhalle wurde im selben Jahr abgerissen. Durch die mediale und oratorische Fixierung auf die Besucherzahlen blieb eine entscheidende – und heute offensichtliche – Veränderung der Veranstaltung lange ungenannt: mit der erstmaligen Komplettdrucklegung der Aschermittwochsrede Franz Josef Strauß’ im Bayernkurier 1978, erreichte der Orator nicht nur ein vier- bis fünfstelliges Publikum in Passau, sondern 100.000 Haushalte. Ähnliches gilt für das Streamingangebot der CSU in Youtube/Facebook nach der Einstellung des Bayernkuriers. Der Politische Aschermittwoch (der CSU aber auch anderer Parteien) ist daher eine traditionsreiche Veranstaltung, jedoch seit einigen Jahren ein primär für die Medien inszeniertes „Pseudoevent“. 2016 wurde das Treffen wegen des Zugunglücks von Bad Aibling am Faschingsdienstag (9. Februar) abgesagt.
Das Treffen der SPD wird seit 1965 veranstaltet und findet am traditionellen Ort, im Wolferstetterkeller in Vilshofen, statt.
Der politische Aschermittwoch der FW fand bis 2008 im Plattlinger Bischofshof statt. Seit 2009 veranstalten die FW die Veranstaltung in den Deggendorfer Stadthallen und wurden nunmehr stromaufwärts der Donau ansässig. Der politische Aschermittwoch der Freien Wähler ist mit über 800 Besuchern im ersten Jahr die zweitgrößte Veranstaltung, 2011 waren mehr als 1500 Besucher anwesend.
Die Veranstaltung der bayerischen FDP mit bis zu 1500 Besuchern findet in der Dingolfinger Stadthalle statt.
Bis 2009 fand der politische Aschermittwoch der Grünen in Biberach an der Riß statt. Seit 2010 begingen die bayerischen Grünen ihr jährliches Treffen in den Stadtsälen Bernlochner in Landshut.
Es finden kleinere Treffen der Linken in Passau und der ÖDP in Landshut statt. Die Bayernpartei veranstaltet ihr Aschermittwochstreffen weiterhin in Vilshofen. Die Republikaner trafen sich in den „Brauhausstuben“ in Geisenhausen.
Der „Piratige Aschermittwoch“ der Piratenpartei fand von 2010 bis 2013 in Ingolstadt statt. In den ersten beiden Jahren in einer Vereinsgaststätte mit je etwa 150 Besuchern, auf Grund von gestiegenem Interesse 2012 zum ersten Mal im erheblich größeren Festsaal des Ingolstädter Stadttheaters. 2014 und 2015 ging die Partei mit der Veranstaltung nach München und 2017 nach Straubing.
Die AfD trifft sich seit 2013 zum politischen Aschermittwoch im Donaucenter Schubert in Osterhofen.
Angesichts des russischen Überfalls auf die Ukraine sagten Parteien ihre geplanten Veranstaltungen 2022 kurzfristig ab.

## Politischer Aschermittwoch in anderen deutschen Ländern
FDP, Freie Wähler, Grüne und Linke veranstalten wie andere Landesverbände der SPD und der CDU weitere Aschermittwochstreffen an unterschiedlichen Standorten außerhalb Bayerns. So findet die wichtigste Aschermittwochsversammlung der Grünen im baden-württembergischen Biberach an der Riß statt. Die Linke traf sich zeitweise im saarländischen Wallerfangen.
Die deutschlandweit größte Veranstaltung der CDU – mit teilweise mehr als 3500 Besuchern und damit zweitgrößte nach Passau – fand 2008 in Volkmarsen (mit Roland Koch und Angela Merkel) statt. Weitere Veranstaltungen werden im westfälischen Recke, im württembergischen Fellbach (mit Günther Oettinger), im vorpommerschen Demmin und im thüringischen Apolda durchgeführt.
In Marne gibt es einen Politischen Aschermittwoch der SPD Schleswig-Holstein. Im Freischütz findet seit 1993 regelmäßig die Zusammenkunft der SPD Westliches Westfalen statt, regelmäßig die größte und wichtigste Aschermittwochs-Veranstaltung der Partei.

## Entwicklung
Kennzeichnend für die historische Entwicklung des politischen Aschermittwochs ist eine allmähliche „Universialisierung“: Er löste sich zunächst von seiner rein bäuerlichen Tradition und entwickelte sich zu einem parteipolitischen Forum. Mehr und mehr beteiligten sich alle deutschen Parteien am politischen Aschermittwoch. Er löste sich auch von der engen territorialen Bindung. War zunächst Vilshofen der gewohnte Austragungsort, wanderte die CSU nach Passau ab und löste langfristig damit eine territoriale Ausweitung des Aschermittwochs aus: Er ist bis nach Schleswig-Holstein vorgedrungen.
Auch die Themen und das Publikum haben die Grenzen Bayerns überschritten. Zum einen wird ein größeres Publikum vor Ort erreicht und andererseits ist das Medieninteresse an den verschiedenen Veranstaltungen enorm gewachsen. Damit wird auch ein großes „mediales Publikum“ erreicht. Dieses Medieninteresse hat auch eine neue Funktion des politischen Aschermittwochs kreiert: Der Aschermittwoch hat sich zum „alternativen Politikforum“ entwickelt. Zahlreiche Demonstrationen und politische Inszenierungen begleiten die Aschermittwochskundgebungen der großen Parteien.

## Politischer Aschermittwoch in Österreich
In Österreich wurde erstmals 1992 unter Bundesparteiobmann Jörg Haider (1950–2008) bei der Freiheitlichen Partei Österreichs ein bundesweites Treffen in der Jahnturnhalle in Ried im Innkreis organisiert. Die Tradition wurde unter Heinz-Christian Strache fortgesetzt.
Von 1993, dem Jahr des Anti-Ausländer-Volksbegehrens Österreich zuerst, bis 2003 und wieder seit 2014, findet als Gegenveranstaltung der „kulturpolitische Aschermittwoch“ statt.